# Markaz Dayr Mawās
Markaz Dayr Mawās (arabiska: مركز دير مواس) är en region i Egypten.   Den ligger i guvernementet Al-Minya, i den centrala delen av landet, 270 km söder om huvudstaden Kairo.